# ロベルト・エンゲルス
ロベルト・エンゲルス（Robert Engels、1866年3月9日 - 1926年5月24日）は、ドイツの画家、イラストレーター、版画家である.。ミュンヘン王立工芸学校（Königliche Kunstgewerbeschule München）の教師も務めた。

## 略歴
ノルトライン＝ヴェストファーレン州のゾーリンゲンの金属製品を扱う商人の家の長男に生まれた。父親の商売を継ぐように教育されたが、商売に興味がなく1885年に父親が亡くなった後、商売を弟に譲り、デュッセルドルフ美術アカデミーに入学し、1889年までアカデミーで学んだ。アカデミーではクローラ(Hugo Crola)やヨハン・ピーター・テオドール・ヤンセン、ハインリヒ・ラウエンシュタイン、アドルフ・シルらに学んだ。アカデミーを卒業後した後、フランス、ベルギー、イギリスで修行した後、デュッセルドルフに定住し、ドイツにおけるアール・ヌーヴォー（ユーゲント・シュティール）などの美術を紹介したことで知られるミュンヘンの雑誌「ユーゲント(Jugend)」に多くの作品を寄稿した。
1898年にミュンヘン王立工芸学校の教師になる要請を受け、ミュンヘンに移り、1908年にミュンヘンで教え子のGustava von Veithと結婚した。1910年に教授の称号を与えられた。エンゲルスの教えた学生にはフランツ・コルブランド(Franz Kolbrand)、エルヴィン・ヨハネス・ボヴィーン(Erwin Bowien)、オットー・ミカエル・シュミット(Otto Michael Schmitt)、カール・オットー・ミュラー(Carl Otto Müller)らがいる。1912年にドイツ工作連盟に参加した。
パリで出版された美術誌「レスタンプ・モデルヌ（現代版画）」の編集者、アンリ・ピアッツァと親しくなり、版画を「スタンプ・モデルヌ」に発表し、ジョゼフ・ベディエがフランス語に翻訳して出版した「トリスタンとイゾルデ」の挿絵や、ゲルマンの神話に関する書籍の挿絵を描いた。教会や個人宅のステンドグラスのデザインや、舞台美術の仕事もした。
1927年にミュンヘンで亡くなった。1934年に未亡人は美術作品Iなどをゾーリンゲンに設立された財団（Robert Engels Memorial Foundation)に寄付した。

## 作品

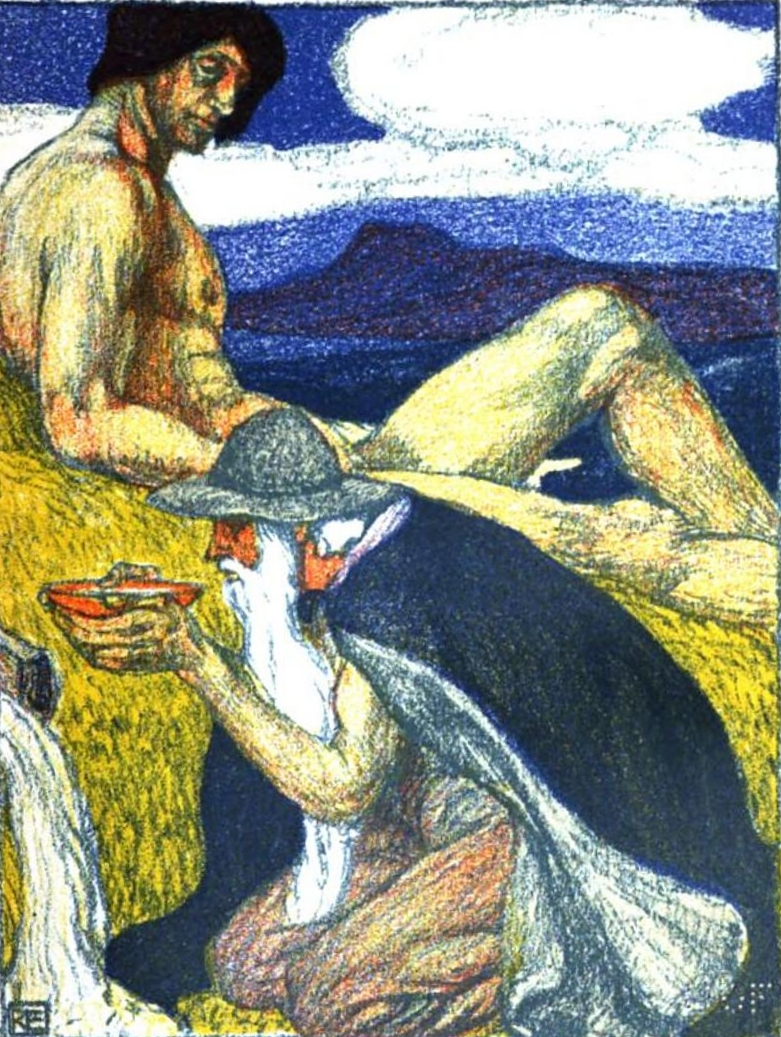
知恵の泉の水を飲むオーディン
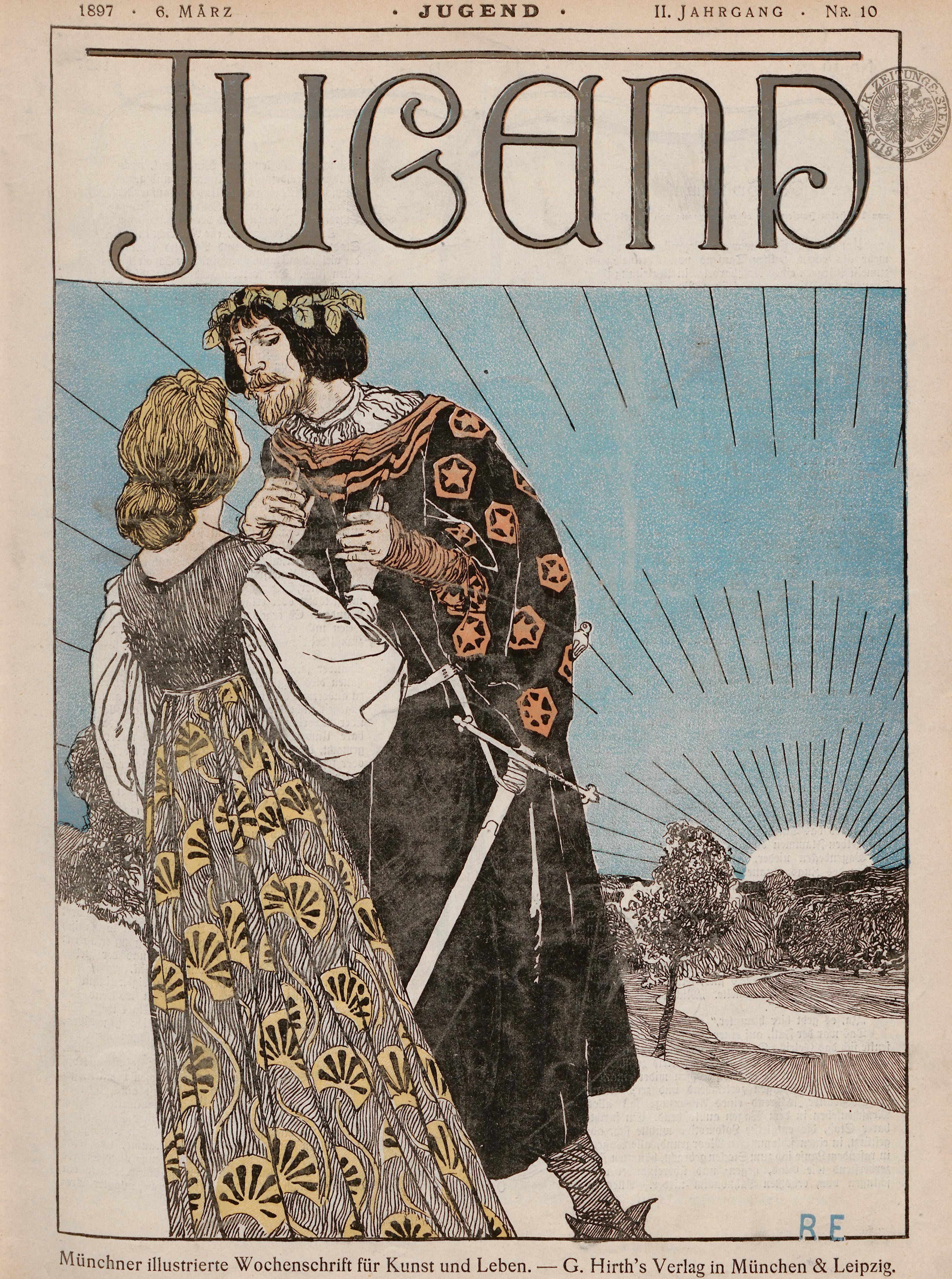
「ユーゲント」表紙絵(1897)
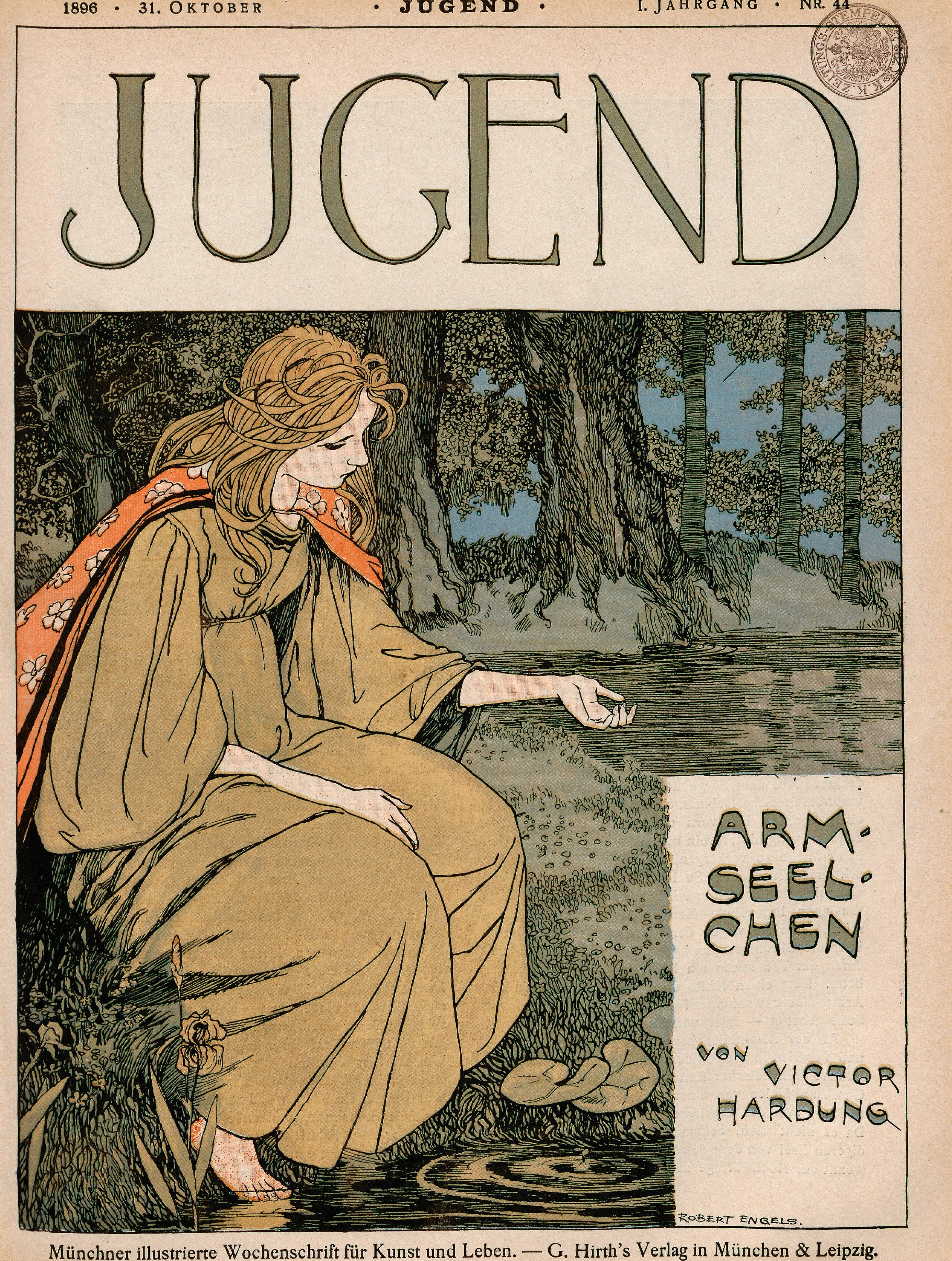
「ユーゲント」表紙絵(1896)
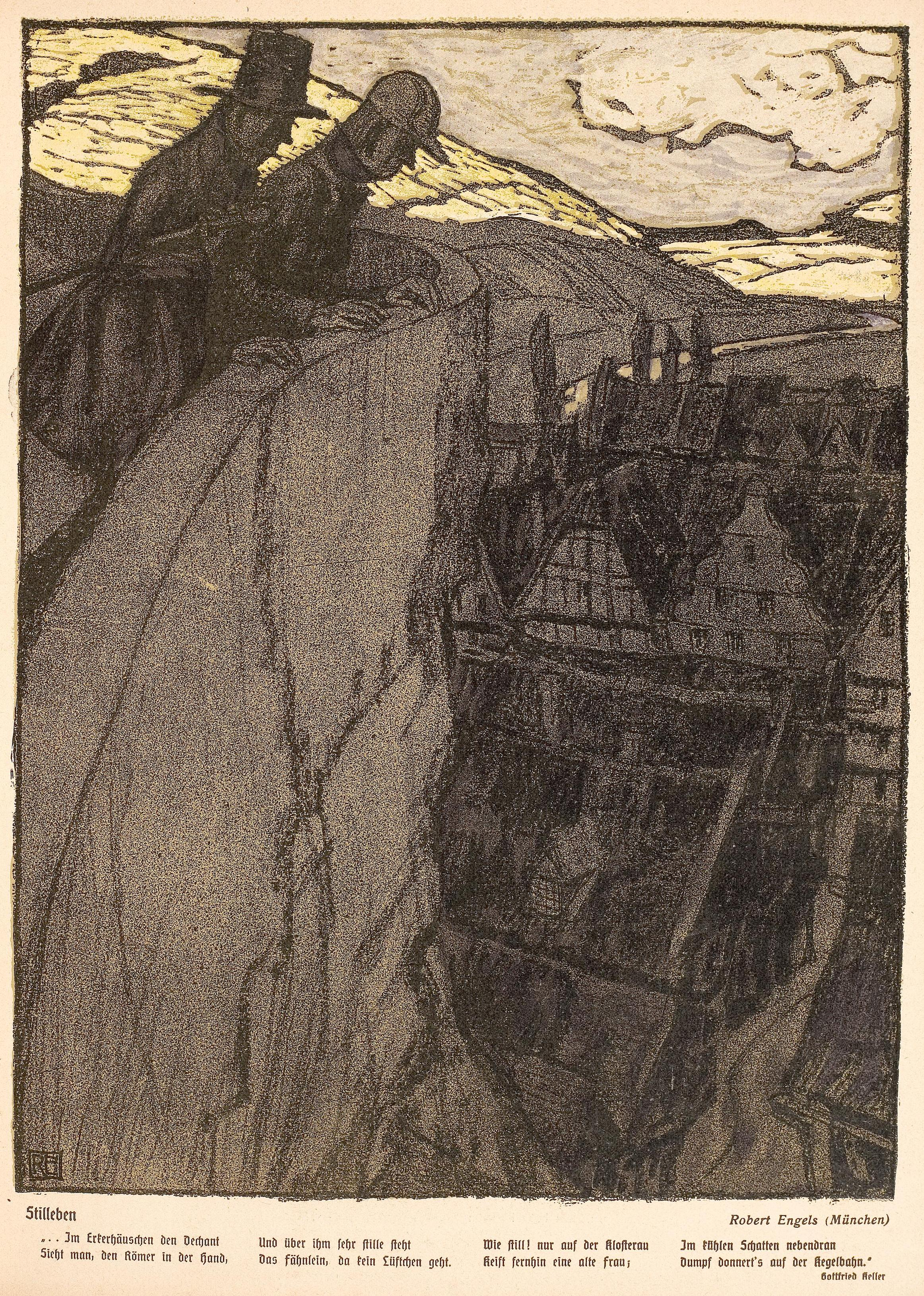
「ユーゲント」挿絵(1908)
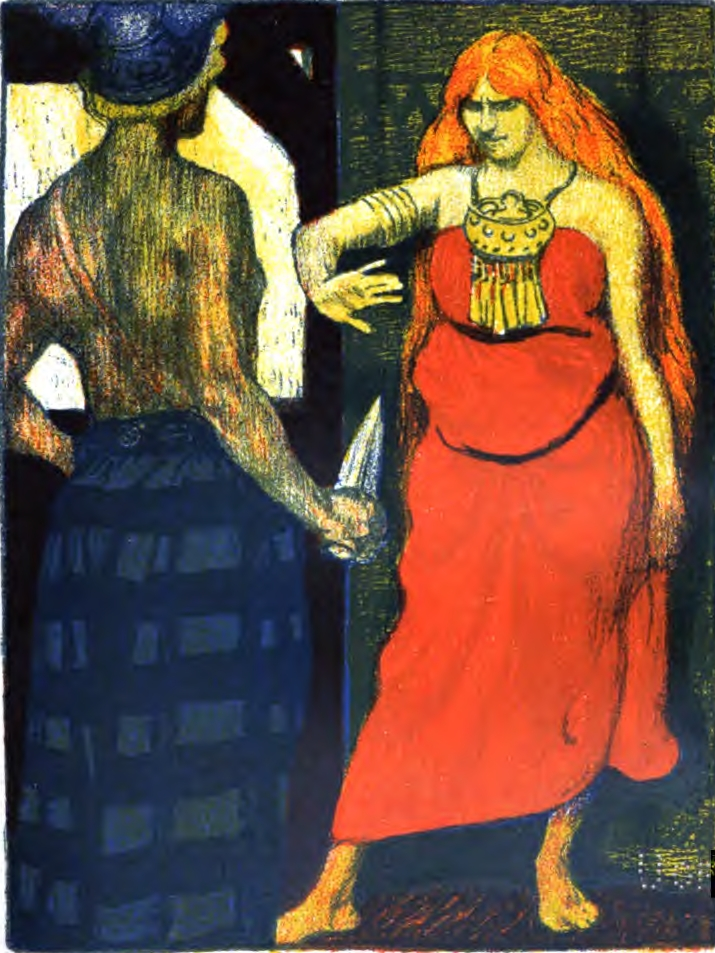
スキールニルとゲルズの出会い